# Greatest Video Hits 1
«Greatest Video Hits 1» — перша відеоколекція британського рок-гурту Queen, що вийшла на DVD. Велика частина контенту збірки виходила раніше на VHS і на давно неіснуючому форматі CED Videodisc під назвою «Greatest Flix» у 1981 році. Збірка вийшла в жовтні 2002 року і включала відеохіти гурту з 1973-го по 1981 рік.
DVD посіла першу позицію в чарті Великої Британії, з обсягом продажів у понад 90 000 копій. Це був також найпродаваніший DVD 2002 року. Збірка також була «номером один» в США (платина), Німеччини (золото), Іспанії та інших країнах. Її продажі були сертифіковані як чотириразова платина в Австралії, потрійна платина в Канаді і платина в Польщі.
Більшість музичних відеокліпів на DVD були перетворені в широкоформатні 16:9. Це було досягнуто шляхом обрізки верхньої та нижньої частини оригінального кадру 4:3.

## Трек-лист

### Диск 1
1. Bohemian Rhapsody (з A Night at the Opera, 1975)
2. Another One Bites the Dust (з The Game, 1980)
3. Killer Queen (версія виступу на Top of the Pops) (з Sheer Heart Attack, 1974)
4. Fat Bottomed Girls (з Jazz, 1978)
5. Bicycle Race (з Jazz, 1978)
6. You're My Best Friend (A Night at the Opera, 1975)
7. Don't Stop Me Now (з Jazz, 1978)
8. Save Me (з The Game, 1980)
9. Crazy Little Thing Called Love (з The Game, 1980)
10. Somebody to Love (з A Day at the Races, 1976)
11. Spread Your Wings (з News of the World, 1977)
12. Play the Game (з The Game, 1980)
13. Flash (з Flash Gordon, 1980)
14. Tie Your Mother Down (з A Day at the Races, 1976)
15. We Will Rock You (з News of the World, 1977)
16. We Are the Champions (з News of the World, 1977)

Аудіо:
- PCM Stereo
- DTS 5.1

### Диск 2
1. Now I'm Here (виступ 1974 року в Лондоні під час Sheer Heart Attack Tour) (з Sheer Heart Attack, 1974)
2. Good Old-Fashioned Lover Boy (виступ в липні 1977 року на Top of the Pops) (з A Day at the Races, 1976)
3. Keep Yourself Alive (з Queen, 1973)
4. Liar (з Queen, 1973)
5. Love of My Life (виступ 1979 року під час Jazz Tour) (з A Night at the Opera, 1975)
6. We Will Rock You (Fast) (швидка версія; виступ в Х'юстоні 1977 року під час News of the World Tour) (з News of the World, 1977)

Другий диск також містить деякі додаткові матеріали, як-от документальний фільм про пісню «Bohemian Rhapsody» під назвою «Всередині рапсодії» і фотогалерею. Доступна «Flames»-версія пісні «Bohemian Rhapsody». Аудіо коментарі Фредді Мерк'юрі і Джона Дікона взяті з раніше записаних інтерв'ю, у той час, як Браян Мей і Роджер Тейлор записали нові коментарі для DVD. Обидва зізналися, що у них мало спогадів щодо багатьох відео, тому що вони не бачили їх довгий час до запису коментарів.

## Чарти і сертифікації
| Чарт (2002)                     | Позиція |
| ------------------------------- | ------- |
| Німеччина (German Albums Chart) | 42      |

| Чарт (2005)                      | Позиція |
| -------------------------------- | ------- |
| Угорщина (Hungarian Top 20 DVDs) | 8       |

| Країна | Сертифікація | Продано  |
| --- | ------------ | -------- |
| Аргентина (CAPIF)                                                                                            | Платина      | 8,000^   |
| Австралія (ARIA)                                                                                             | 6×Платина    | 90,000^  |
| Канада (Music Canada)                                                                                        | 3×Платина    | 30,000^  |
| Франція (SNEP)                                                                                               | 2×Платина    | 40,000*  |
| Німеччина (BVMI)                                                                                             | 3×Золото     | 75,000^  |
| Мексика (AMPROFON)                                                                                           | Золото       | 10,000^  |
| Польща (ZPAV)                                                                                                | Платина      | 10,000*  |
| Велика Британія (BPI)                                                                                        | 3×Платина    | 150,000^ |
| США (RIAA)                                                                                                   | Платина      | 50,000^  |
| * Дані про продажі, засновані тільки на сертифікації ^ Дані про постачання, засновані тільки на сертифікації |              |          |